# Біном

Ілюстрація бінома

Біно́м (двочлен) — сума або різниця двох алгебраїчних виразів, що звуться членами біному; наприклад: {\displaystyle a+b}, {\displaystyle 5x-{\frac {2y^{2}}{3}}} і т. д. Є найпростішим випадком поліному окрім одночлена.
Біном {\displaystyle a^{2}-b^{2}} може бути представлено у вигляді добутку двох біномів:
{\displaystyle a^{2}-b^{2}=(a+b)(a-b).}
Це є окремим випадком загальної формули:
{\displaystyle a^{n+1}-b^{n+1}=(a-b)\sum _{k=0}^{n}a^{k}\,b^{n-k}}.
Добуток пари лінійних біномів {\displaystyle ax+b} та {\displaystyle cx+d} дорівнює:
{\displaystyle (ax+b)(cx+d)=acx^{2}+(ad+bc)x+bd.}
Біном піднесений до степеня n:
{\displaystyle (a+b)^{n}}
може бути розкладений за допомогою біному Ньютона або трикутника Паскаля:
{\displaystyle (a+b)^{n}=\sum _{k=0}^{n}{n \choose k}a^{n-k}b^{k}}

## Приклад
Одним із простих та цікавих застосувань біному Ньютона є формула для отримання чисел Піфагора: для {\displaystyle m<n}, нехай {\displaystyle a=n^{2}-m^{2},\ b=2mn,\ c=n^{2}+m^{2}}, тоді {\displaystyle a^{2}+b^{2}=c^{2}}.